# Godeanu (gmina)
Godeanu – gmina w Rumunii, w okręgu Mehedinți. Obejmuje miejscowości Godeanu, Marga, Păunești i Șiroca. W 2011 roku liczyła 632 mieszkańców.